# ホワイト・エレファント・ギフト・エクスチェンジ

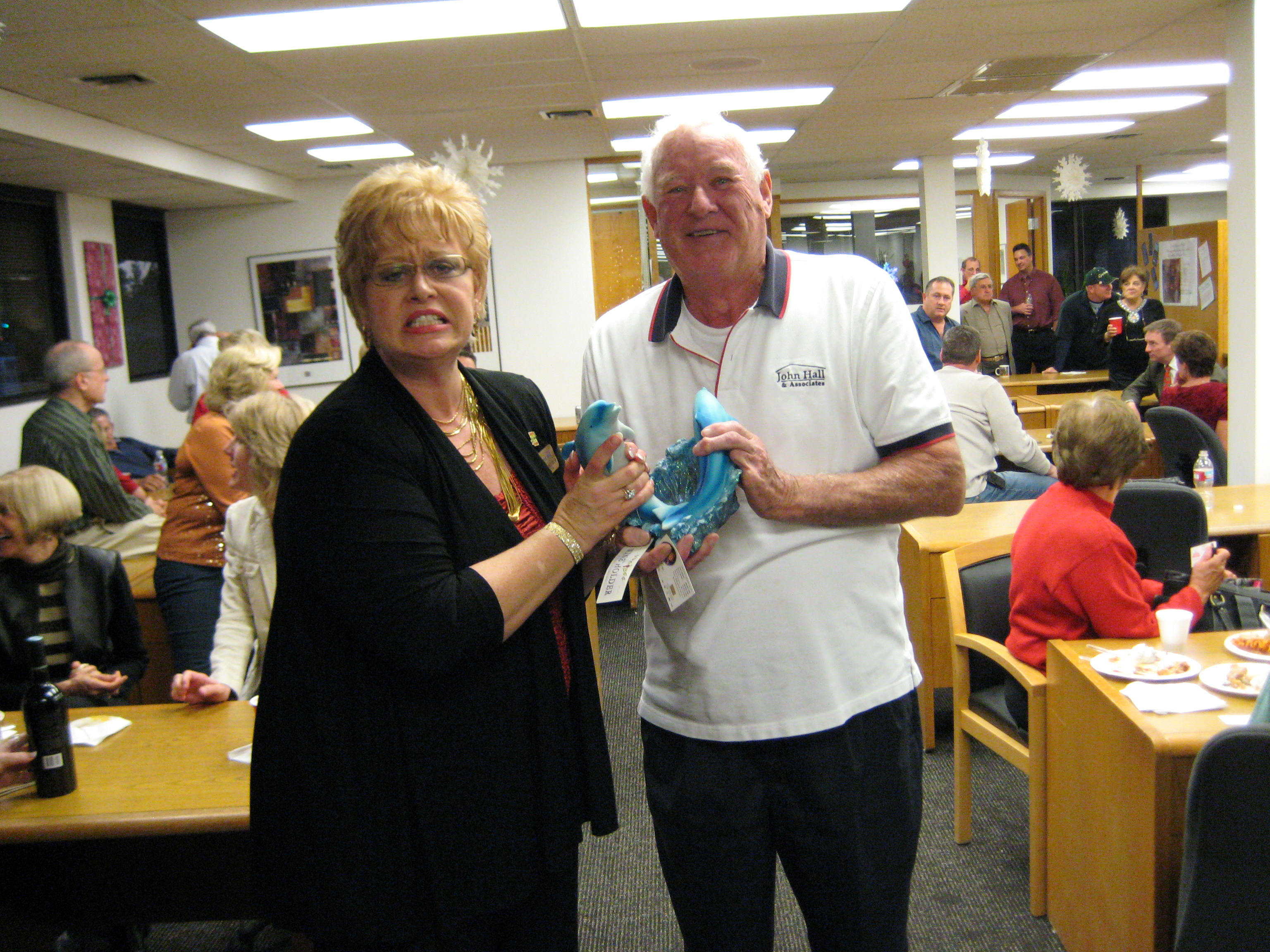
男は白象の贈り物交換で贈り物を「盗む」が、前の所有者はそれを手放すことに消極的である。

ホワイト・エレファント・ギフト・エクスチェンジヤンキースワップまたはダーティサンタ は、お祭りの最中に面白くて実用的でないギフトをするパーティーゲームである。白象のギフト交換の目的は、真に価値のある、または非常に人気のあるアイテムを手に入れることではなく、パーティーに行く人を楽しませることである。
白象という用語は、簡単に処分できない贅沢で実用的でない贈り物を指す。このフレーズは、サイアム王（現在のタイ）が彼を不快にさせた廷臣に珍しいアルビノ象を与え、動物の維持費によって台無しにされる可能性があるという歴史的な慣習に由来すると言われている。この用語の最初の使用は歴史家の間で論争の的となっていますがある理論によれば、エズラ・コーネルは早くも1828年に頻繁な懇親会を通じてこの用語を人気のある用語集に取り入れた。 

## ルール
各参加者は、通常は同様の価値の1つのラップされたギフトを提供しする。 ギフトは中央の場所に配置され、参加者は順番にギフトを選択するかどうかを決定する。最初の人がラップされたギフトを開き、ターンが終了する。 その後のターンでは、各人は新しいプレゼントを開梱するか、別のプレゼントを盗むかを選択できる。ある人の贈り物が盗まれた場合、その人は別の包装された贈り物を選んで開くか、別のプレーヤーから盗むことができる。 一部のバージョンでは、各ギフトはゲームごとに2回しか盗むことができない。みんながプレゼントを持ったらゲームオーバーになる。最初のプレイヤーは、必要に応じて最後に盗むこともできる。 